# 田村恵 (サッカー選手)
田村 恵（たむら めぐむ、1927年1月10日 - 1986年10月8日）は、神奈川県出身のサッカー選手、サッカー指導者。ポジションはFB。

## 来歴
附属鎌倉小学校出身。旧制湘南中学時代からサッカーを始め、第一早稲田高等学院を経て早稲田大学に入学。ア式蹴球部に所属して大学リーグの優勝に貢献した。大学卒業後は日本油脂に入社。1951年2月11日の全関西戦で日本代表として初出場した。また、1951年アジア競技大会の日本代表にも選出されて3試合全てに出場。国際Aマッチ3試合出場を記録した。
現役引退後は社業に専念する傍ら、地元の鎌倉で少年サッカーのコーチを務めていた。1986年10月8日、国立がんセンターにおいて癌により死去した。

## 所属クラブ
- 神奈川県立湘南中学校（現：神奈川県立湘南高等学校）[1]
- 第一早稲田高等学院（現：早稲田大学高等学院）[1]
- 早稲田大学/早大WMW
- 日本油脂[1]

## 代表歴

### 出場大会
- 1951年アジア競技大会

### 試合数
- 国際Aマッチ 3試合 0得点(1951)

| 日本代表 | 国際Aマッチ | 国際Aマッチ | その他 | その他 | 期間通算 | 期間通算 |
| 年       | 出場        | 得点        | 出場   | 得点   | 出場     | 得点     |
| -------- | ----------- | ----------- | ------ | ------ | -------- | -------- |
| 1951     | 3           | 0           | 4      | 0      | 7        | 0        |
| 1952     | 0           | 0           | 0      | 0      | 0        | 0        |
| 1953     | 0           | 0           | 1      | 0      | 1        | 0        |
| 通算     | 3           | 0           | 5      | 0      | 8        | 0        |

### 出場
| No. | 開催日         | 開催都市     | スタジアム | 対戦相手       | 結果       | 監督     | 大会       |
| --- | -------------- | ------------ | ---------- | -------------- | ---------- | -------- | ---------- |
| 1.  | 1951年03月07日 | ニューデリー |            | イラン         | △0-0(延長) | 二宮洋一 | アジア大会 |
| 2.  | 1951年03月08日 | ニューデリー |            | イラン         | ●2-3       | 二宮洋一 | アジア大会 |
| 3.  | 1951年03月09日 | ニューデリー |            | アフガニスタン | ○2-0       | 二宮洋一 | アジア大会 |